# 197 TCN
Năm 197 TCN là một năm trong lịch Julius. 